# Colin Sullivan
Colin Sullivan, född 26 mars 1993 i Milford, Connecticut, är en amerikansk före detta professionell ishockeyspelare (back).